# Bacolod-Kalawi
Bacolod-Kalawi è una municipalità di quinta classe delle Filippine, situata nella Provincia di Lanao del Sur, nella Regione Autonoma nel Mindanao Musulmano.
Bacolod-Kalawi è formata da 26 baranggay:
- Ampao
- Bagoaingud
- Balut
- Barua
- Buadiawani
- Bubong
- Dilabayan
- Dipatuan
- Daramoyod
- Gandamato
- Gurain
- Ilian
- Lama

- Liawao
- Lumbaca-Ingud
- Madanding
- Orong
- Pindolonan
- Poblacion I
- Poblacion II
- Raya
- Rorowan
- Sugod
- Tambo
- Tuka I
- Tuka II